# Les Ardillats
Les Ardillats este o comună în departamentul Rhône din sud-estul Franței. În 2009 avea o populație de 565 de locuitori.

## Evoluția populației
| An        | 1975 | 1982 | 1990 | 1999 | 2006 | 2009 |
| --------- | ---- | ---- | ---- | ---- | ---- | ---- |
| Populație | 369  | 385  | 424  | 483  | 532  | 565  |